# Solista (film)
Solista – brytyjsko-francusko-amerykański film z 2009 roku w reżyserii Joego Wrighta. Scenariusz do filmu został napisany na podstawie książki Solista Steve'a Lopeza.

## Opis fabuły
Nathaniel Ayers, utalentowany wiolonczelista, który w czasie studiów na akademii muzycznej Juilliard School of Music w Nowym Jorku zachorował na schizofrenię i został bezdomnym, zarabiającym na życie graniem na ulicach.

## Obsada
- Jamie Foxx jako Nathaniel Ayers
- Robert Downey Jr. jako Steve Lopez
- Catherine Keener jako Mary Weston
- Stephen Root jako Curt
- Tom Hollander jako Peter Snyder
- Rachael Harris jako Leslie
- Lisa Gay Hamilton jako Jennifer
- David Thomas jako Jim Trotter
- Susane Lee jako Marisa